# Ceolred (roi de Mercie)
Pour les articles homonymes, voir Ceolred.
Ceolred est roi de Mercie de 709 à sa mort, en 716.

## Contexte et sources

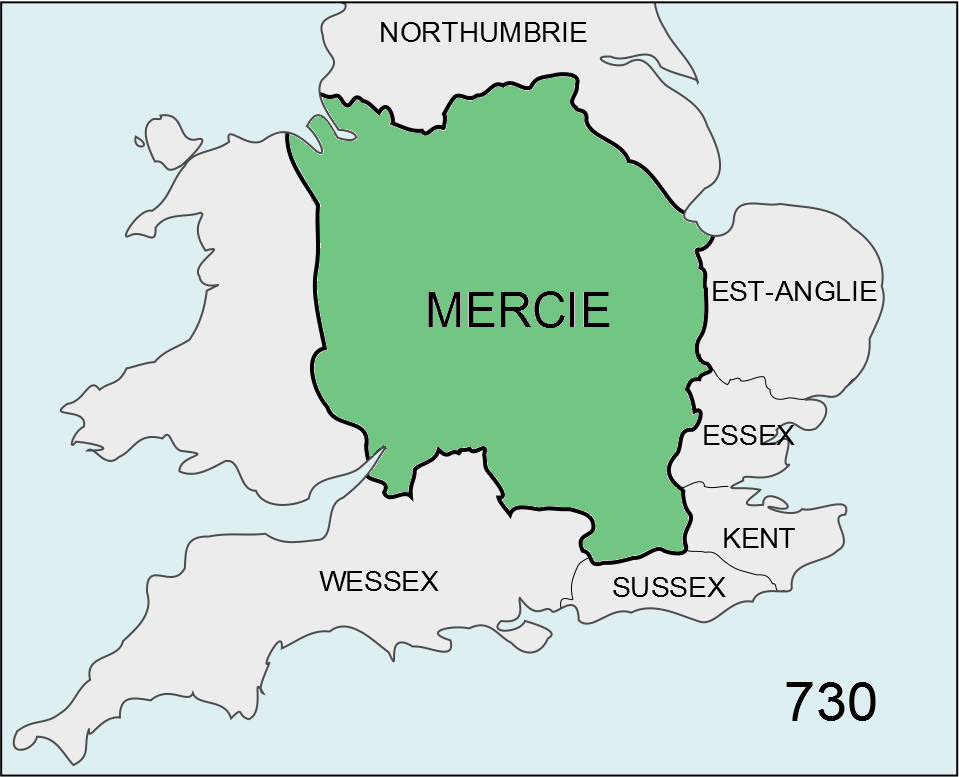
La Mercie au début du VIIIe siècle.

Au début du VIIIe siècle, l'Angleterre est presque entièrement divisée entre plusieurs royaumes anglo-saxons. Parmi ceux-ci, la Mercie occupe les actuels Midlands. Elle est entourée par la Northumbrie au nord, au sud par le Wessex et le Sussex et à l'est par l'Est-Anglie, l'Essex et le Kent. Les origines du royaume de Mercie ne sont pas clairement connues, faute de sources fiables, et ce n'est qu'à partir du deuxième quart du VIIe siècle, sous le règne de Penda, le grand-père paternel de Ceolred, qu'apparaissent les premiers éléments factuels solides.

## Biographie
Ceolred est le fils d'Æthelred, qui règne sur la Mercie de 675 à 704. Sa mère n'est apparemment pas Osthryth (morte en 697), la seule épouse connue d'Æthelred. S'il est le fruit d'un deuxième mariage du roi, il ne peut avoir plus de dix ou onze ans lorsque son cousin germain Cenred abdique en sa faveur, en 709.
L'emprise de Ceolred sur la Mercie et les peuples qui lui sont soumis reste forte. Il confirme des donations effectuées par les rois des Hwicce, des Magonsæte et des Saxons de l'Est, ce qui implique que ces derniers reconnaissent sa suzeraineté. Ceolred est également capable de projeter sa puissance hors de ses frontières. La Chronique anglo-saxonne rapporte qu'en 715, ses troupes affrontent celles d'Ine de Wessex à Woden's Barrow (aujourd'hui Adam's Grave (en)), un tertre du Néolithique situé dans le Wiltshire,. L'enjeu de cette bataille semble être la domination du Vale of Pewsey, mais son issue est inconnue,.
Ceolred meurt en 716 et la Chronique anglo-saxonne rapporte qu'il est inhumé à Lichfield. Son successeur est Æthelbald, un prince issu d'une autre branche de la famille royale mercienne. D'après l'hagiographie de Guthlac de Croyland, Ceolred persécute et contraint à l'exil Æthelbald, qui se réfugie dans les Fens où il se lie d'amitié avec l'ermite Guthlac qui lui prédit un avenir glorieux. Une liste de rois de Mercie mentionne un certain Ceolwald entre Ceolred et Æthelbald. Si ce roi a existé, il n'a pu régner que très peu de temps, car la mort de Ceolred et l'avènement d'Æthelbald sont datés de la même année. Son nom suggère qu'il est apparenté à Ceolred.

## Postérité
Ceolred est dépeint dans la correspondance du missionnaire anglo-saxon Boniface comme un mauvais roi et un mauvais chrétien. Dans une lettre écrite entre 716 et 719, il rapporte les propos d'un moine de l'abbaye de Much Wenlock, dans le Shropshire, qui prétend avoir eu une vision de l'au-delà du vivant de Ceolred. Le moine dit avoir vu l'âme du roi, abandonné par ses anges gardiens à cause des crimes qu'il a commis, brûler dans les flammes de l'enfer. Ce texte suggère que les relations entre Ceolred et la communauté monastique de Much Wenlock ne sont pas bonnes, bien que le roi ait fait don de terres à l'abbesse Mildburh à Wyre Piddle, dans le Worcestershire. Il est possible que l'abbaye, fondée vers 670 par Merewalh, roi des Magonsæte, ait vu d'un mauvais œil la suzeraineté exercée par Ceolred sur ce peuple.
Quelques années plus tard, en 746 ou 747, Boniface écrit à Æthelbald pour condamner les méfaits de son prédécesseur. Accusé de violer des religieuses et de détruire des monastères, Ceolred serait mort après avoir été frappé de folie au cours d'un banquet en guise de punition divine. En décrivant la déchéance de Ceolred, Boniface cherche à remettre dans le droit chemin Æthelbald, qui s'adonne également aux relations avec des religieuses et au détournement des biens de l'Église,.